# Skela (Glina)
Skela je selo u Hrvatskoj.

## Upravna organizacija
Upravno pripada Gradu Glini, koji se nalazi u Sisačko-moslavačkoj županiji.
Selo je dobilo ime po skeli, odnosno po tome je na tom mjestu rijeka Glina pogodna za prelazak.

## Zemljopisni položaj
Nalazi se na 45°19' sjeverne zemljopisne širine i 16°2' istočne zemljopisne dužine, istočno od rječice Gline. Susjedna naselja su selo Hrvatsko Selo, koje se nalazi preko rijeke zapadno i susjedni gradić Topusko. Selo Balinac koje se nalazi prema jugu. Istočno se nalazi selo Gornje Selište, a sjeveroistočno selo Donje Selište. Kretanjem rječicom Glinom nizvodno bi se došlo do grada Gline.

## Stanovništvo
| broj stanovnika | 293   | 249   | 210   | 226   | 268   | 278   | 243   | 300   | 272   | 270   | 240   | 212   | 157   | 109   | 82    | 41    | 33    |
|                 | 1857. | 1869. | 1880. | 1890. | 1900. | 1910. | 1921. | 1931. | 1948. | 1953. | 1961. | 1971. | 1981. | 1991. | 2001. | 2011. | 2021. |

## Povijest
Selo je teško stradalo za vrijeme četničke pobune i velikosrpske agresije na Hrvatsku. Četnici su u predvečerje 29. kolovoza 1991. pobili 10 mještana Hrvata, a selo spalili. Stoku nisu odveli, nego su i nju pobili.

## Vanjske poveznice
- Domovinski rat On Line!  Arhivirana inačica izvorne stranice od 25. siječnja 2009. (Wayback Machine) Ratni dnevnik - Topusko 1991.